# Turnul de televiziune din Bacău
Turnul de televiziune Bacău este un turn  de 150  metri înălțime din beton armat utilizat pentru transmisia FM și TV din Bacău, România. Construcția a fost realizată în 1968 în scopul transmiterii televiziunii analogice.

## Radio
| Amplasament (jud.) | Radio România Actualități | Radio România Actualități | Radio România Cultural | Radio România Cultural | Digi FM   | Digi FM | Europa FM | Europa FM | Mesagerul FM | Mesagerul FM | Vibe FM  | Vibe FM |
| Amplasament (jud.) | Frecvență                 | Tx                        | Frecvență              | Tx                     | Frecvență | Tx      | Frecență  | Tx        | Frecvență    | Tx           | Frecență | Tx      |
| ------------------ | ------------------------- | ------------------------- | ---------------------- | ---------------------- | --------- | ------- | --------- | --------- | ------------ | ------------ | -------- | ------- |
| Bacău (BC)         | 98,8 MHz                  | 10 kW                     | 101,8 MHz              | 10 kW                  | 91,8 MHz  | —       | 104,2 MHz | 4,36 kW   | 94,0 MHz     | 1 kW         | 90,6 MHz | 700 W   |